# Elitserien 1986/87
Die Elitserien-Saison 1986/87 war die zwölfte Spielzeit der schwedischen Elitserien. Schwedischer Meister wurde zum ersten Mal in der Vereinsgeschichte der IF Björklöven.

## Reguläre Saison

### Modus
Die zehn Mannschaften der Elitserien spielten zunächst in 36 Saisonspielen gegeneinander. Während sich die ersten vier Mannschaften für die Play-offs qualifizierten, musste der Letztplatzierte in der Kvalserien um den Klassenerhalt gegen die besten Zweitligisten antreten. Für einen Sieg erhielt jede Mannschaft zwei Punkte, bei einem Unentschieden gab es ein Punkt und bei einer Niederlage null Punkte.

### Abschlusstabelle
|     | Klub           | Sp | S  | U | N  | T   | GT  | Punkte |
| --- | -------------- | -- | -- | - | -- | --- | --- | ------ |
| 1.  | Färjestad BK   | 36 | 22 | 5 | 9  | 160 | 118 | 49     |
| 2.  | IF Björklöven  | 36 | 23 | 1 | 12 | 158 | 103 | 47     |
| 3.  | Luleå HF       | 36 | 17 | 7 | 12 | 148 | 133 | 41     |
| 4.  | Djurgårdens IF | 36 | 17 | 5 | 14 | 137 | 119 | 39     |
| 5.  | HV71           | 36 | 16 | 5 | 15 | 103 | 115 | 37     |
| 6.  | Brynäs IF      | 36 | 14 | 4 | 18 | 112 | 121 | 32     |
| 7   | Södertälje SK  | 36 | 13 | 6 | 17 | 123 | 133 | 32     |
| 8.  | Leksands IF    | 36 | 12 | 6 | 18 | 128 | 162 | 30     |
| 9.  | Skellefteå AIK | 36 | 12 | 4 | 20 | 112 | 146 | 28     |
| 10. | MoDo AIK       | 36 | 8  | 9 | 19 | 129 | 160 | 25     |

Sp = Spiele, S = Siege, U = Unentschieden, N = Niederlagen

### Topscorer
| Spieler                | Mannschaft | Tore | Assists | Punkte |
| ---------------------- | ---------- | ---- | ------- | ------ |
| Glenn Johansson        | Södertälje | 10   | 33      | 43     |
| Lars-Gunnar Pettersson | Björklöven | 28   | 13      | 41     |
| Peter Sundström        | Björklöven | 22   | 16      | 38     |
| Erkki Laine            | Färjestad  | 26   | 10      | 36     |
| Robert Burakovsky      | Leksand    | 21   | 15      | 36     |
| Jens Hellgren          | Luleå      | 18   | 17      | 35     |
| Mikael Andersson       | Björklöven | 14   | 21      | 35     |
| Heinz Ehlers           | Leksand    | 14   | 21      | 35     |
| Thomas Rundqvist       | Färjestad  | 13   | 22      | 35     |
| Thom Eklund            | Södertälje | 21   | 13      | 34     |

## Play-offs
Die Halbfinale wurde im Modus „Best-of-Three“, das Finale im Modus „Best-of-Five“ ausgetragen.

### Turnierbaum
|  | Halbfinale | Halbfinale     | Halbfinale |  |  | Finale | Finale        | Finale |
|  |            |                |            |  |  |        |               |        |
|  |            |                |            |  |  |        |               |        |
|  | 1          | Färjestad BK   | 2          |  |  |        |               |        |
|  | 3          | Luleå HF       | 1          |  |  |        |               |        |
|  |            |                |            |  |  | 1      | Färjestad BK  | 1      |
|  |            |                |            |  |  | 2      | IF Björklöven | 3      |
|  | 2          | IF Björklöven  | 2          |  |  |        |               |        |
|  | 4          | Djurgårdens IF | 0          |  |  |        |               |        |
|  |            |                |            |  |  |        |               |        |

### Schwedischer Meister
| Schwedischer Meister IF Björklöven | Torhüter: Jacob Gustavsson, Göte Wälitalo Verteidiger: Patric Åberg, Peter Andersson, Torbjörn Andersson, Rolf Berglund, Roger Hägglund, Calle Johansson, Lars Karlsson Angreifer: Mikael Andersson, Ulf Dahlén, Hans Edlund, Peter Edström, Michael Hjälm, Jon Lundström, Matti Pauna, Lars-Gunnar Pettersson, Tore Ökvist, Peter Sundström, Johan Törnqvist Cheftrainer: Hans Lindberg |

## All-Star-Team
| Tor          | Peter Lindmark (Färjestad)   | Peter Lindmark (Färjestad)   | Peter Lindmark (Färjestad)                      | Peter Lindmark (Färjestad)                      | Peter Lindmark (Färjestad)              | Peter Lindmark (Färjestad)              |
| Verteidigung | Tommy Albelin (Djurgården)   | Tommy Albelin (Djurgården)   | Tommy Albelin (Djurgården)                      | Anders Eldebrink (Södertälje)                   | Anders Eldebrink (Södertälje)           | Anders Eldebrink (Södertälje)           |
| Sturm        | Håkan Södergren (Djurgården) | Håkan Södergren (Djurgården) | Bengt-Åke Gustafsson (Washington Capitals, NHL) | Bengt-Åke Gustafsson (Washington Capitals, NHL) | Tomas Sandström (New York Rangers, NHL) | Tomas Sandström (New York Rangers, NHL) |

## Auszeichnungen
- Guldpucken (bester schwedischer Spieler) – Håkan Södergren, Djurgårdens IF
- Guldhjälmen (Most Valuable Player) – Peter Lindmark, Färjestad BK
- Bester Torjäger – Lars-Gunnar Pettersson, IF Björklöven
- SICO:s guldpipa (bester Schiedsrichter) - Kjell Lind